# Ястребово (Калужская область)
Ястребово — деревня в Перемышльском районе Калужской области.
Деревня состоит из одной улицы протяжённостью около 100 м, на которой расположено около 17 домов и дачных участков. Поблизости протекает речка Вялка.
В 50 метрах к югу от деревни некогда располагалось поместье Ястребово, предположительно принадлежавшее роду Тимашевых-Берингов. Уничтожено в 1905 году, во время народных волнений.

## Население
| 2002 | 2010 |
| ---- | ---- |
| 15   | ↗27  |